# Sergius IV.
Sergius IV. (* um 970 in Rom; † 12. Mai 1012) war vom 31. Juli 1009 bis zu seinem Tod Papst.

## Leben
Vor seinem Amtsantritt war sein Name Pietro. So hieß auch sein Vater, der ein Schuhmacher in Rom war. Angeblich soll Sergius in seiner Jugend der unfreundliche Beiname „Schweineschnauze“ (bucca porci) beigegeben worden sein. Mit diesem Beinamen wird er auch in der Chronik des Thietmar von Merseburg erwähnt.
Vor seinem Amtsantritt war er Bischof von Albano (von 1004 bis 1009), weshalb er auch Pietro da Albano genannt wurde. Über die Umstände seiner Berufung und Wahl zum Papst ist nichts bekannt.
Sergius soll sich Zeit seines Pontifikats unter dem Einfluss des römischen Patriziers Johannes II. Crescentius gegen die Dominanz des römisch-deutschen Königs Heinrich II. in Rom gewehrt haben. Ferner ordnete er die rechtlichen Beziehungen zwischen Klöstern und Bischöfen neu und unterstützte während einer Hungersnot das einfache Volk. Sergius, zeitlebens ein eher schwacher Papst, wurde im Petersdom begraben.
Sergius soll anlässlich der Zerstörung der Grabeskirche in Jerusalem durch den Kalifen al-Hakim im Jahr 1009 als erster Papst in einem Schreiben dazu aufgerufen haben, die Muslime aus dem Heiligen Land zu vertreiben. Die Grabeskirche wurde erst 1055 wieder aufgebaut. Das im Jahre 1682 entdeckte Kreuzzugsmanifest gilt unter Historikern im Allgemeinen als eine Fälschung, die in der Zeit des Ersten Kreuzzugs im Kloster Saint-Pierre de Moissac verfasst worden sei, um den Kreuzzugaufruf Papst Urbans II. dogmatisch zu stärken. 1935 äußerte der Historiker Carl Erdmann Kritik an dieser Würdigung; seine Ansichten wurden inzwischen weitgehend widerlegt.